# فریا ماتیوس
فریا ماتیوس (انگلیسی: Freya Mathews؛ زادهٔ ۰ سپتامبر ۱۹۴۹) فیلسوف، و طرفدار محیط زیست اهل استرالیا است.
ماتیوس از سال ۱۹۷۹ در دانشگاه‌های استرالیا تدریس می‌کند. او در حال حاضر استادیار فلسفه زیست‌محیطی در دانشگاه لاتروب است. ماتیوس چندین کتاب و بیش از هفتاد مقاله در باره فلسفه بوم‌شناختی، متافیزیک، معرفت‌شناسی، فلسفه اخلاق و سیاست تألیف کرده است. او علاوه بر فعالیت‌های تحقیقاتی خود، یک ذخیره‌گاه خصوصی تنوع زیستی را در شمال ویکتوریا در استرالیا مدیریت می‌کند. فریا ماتیوس درحال حاضر عضو آکادمی علوم انسانی استرالیا است.